# Nils Kjær

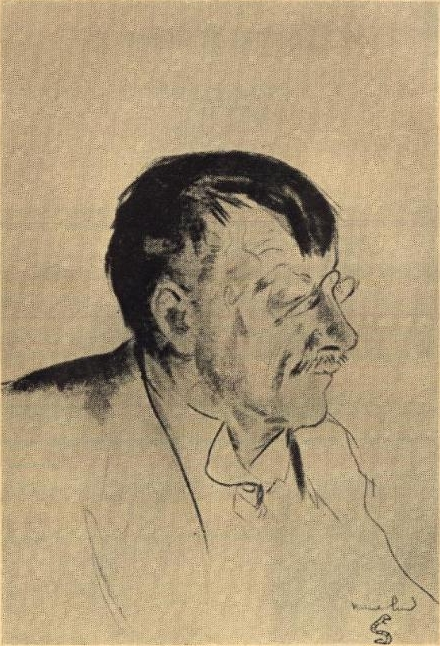
Nils Kjær porträtterad av Henrik Lund.

Nils Kjær, född 11 september 1870 Holmestrand, död 9 februari 1924, var en norsk diktare och litteraturkritiker.

## Biografi
Nils Kjær var son till en skeppare som också hade två döttrar. Fadern dog av tuberkulos redan våren 1873, på hemväg från Lissabon med sitt skepp. Den tidiga förlusten av hans far kan förklara Kjærs beundran av starka manliga figurer som Mussolini men också hans bisexuella böjelser. Hans familj hade ändå tillräckligt bra förutsättningar för att hjälpa Kjær till en universitetsutbildning. År 1888 började han studera vid Hauge Minde på Grünerløkka, och han bodde på internatskolan fram till 1890, då han tog examen med goda resultat.
År 1890 började hans akademiska studier. Han kom så småningom att starkt motsätta sig nynorska och är ihågkommen för sin slakt av Garborgs Haugtussa 1895. Hans tid som teaterkritiker i Aftenposten från 1909 till 1920 var ett korståg mot nynorsk teater, inte minst mot att den norska teatern skulle få statligt stöd. Han kritiserade stavningsreformen 1917, och förutspådde att preteritumsendelse på "a" skulle skapa kaos, då man samtidigt skulle ha "a" som honkönsändelse i substantivet. Han kritiserade också det som han betecknade som ministeriets "könsmoral".
Under första världskriget var Kjær som Hamsun, Hjalmar Christensen, Trygve Andersen och Sigurd Bødtker starkt tyskvänliga. Han hade tidigt översatts till tyska, och hade spelats på tyska scener. Han kände solidaritet med den tyska kulturen, och efter det tyska nederlaget trodde han att Tyskland fortfarande hade "bevarat det andliga ledarskapet bland nationerna". År 1921 introducerade han med glädje Mussolinis rörelse för sina norska ledare och vid en resa i Italien hyllade han den framväxande fascismen.

### Författarskap
Kjær framträdde först med två band litterära essäer, Essays. Fremmede Forfattere (1895) och Bøger og billeder (1898) men utbildad med Ludvig Holberg som förebild en personlig essäform, "Episteln", där han i stämningfyllda, skarpt sedda landskapsskildringar, ingående litterära analyser eller direkta polemiker uttryckte sin antidemokratiska livsinställning. Bland dessa märks I Forbigaaende (1903), Smaa Epistler (1908), Nye Epistler (1912), Svundne Somre (1920) och Sidste Epistler (1924). Kjær, som var teaterkritiker i Aftenposten från 1909, hade stor framgång med den satiriska komedin Det lykkelige valg (1913, svensk översättning 1914). Hans Samlede værker utkom i 5 band 1921-22.